# Plicifusus
Plicifusus (лат.) — род морских брюхоногих моллюсков из семейства Buccinidae отряда Neogastropoda. Типовой вид Fusus kroyeri Møller, 1842 ныне известный как Plicifusus kroyeri (Møller, 1842).  
Раковина обычно меньше, чем у представителей рода Neptunea, удлиненно-веретенообразная, гладкая или со спиральной скульптурой, осевая скульптура слабая или отсутствует; наружный слой раковины известковый, белый, с выступами, часто ворсинчатым периостракумом; устье умеренное, внешняя губа острая, цельная; канал узкий, удлиненный и более или менее извилистый: столбик и тело гладкие. Крышечка, закрывающая устье раковины устроена, как у Neptunea. Яичные капсулы одиночные, чечевицеобразной или полусферической формы, прикрепленные всей плоской стороной. Раковины новорожденных особей мелкие, вершинный оборот вздутый, почти шаровидный, следующий несколько суженный, остальные регулярно увеличиваются. Радула как у Neptunea.

## Роды
На апрель 2024 года в семейство включают следующие современные и вымершие роды:
- Plicifusus bambusus Tiba, 1980
- Plicifusus croceus (Dall, 1907)
- Plicifusus elaeodes (Dall, 1907)
- Plicifusus hastarius Tiba, 1980
- Plicifusus johanseni Dall, 1919
- Plicifusus kroyeri (Møller, 1842)
- Plicifusus levis Tiba, 1980
- Plicifusus maehirai Tiba, 1980
- Plicifusus minor (Dall, 1925)
- Plicifusus oceanodromae Dall, 1919
- Plicifusus olivaceus (Aurivillius, 1885)
- Plicifusus rhyssus (Dall, 1907)
- Plicifusus rodgersi (A. Gould, 1860)
- Plicifusus scissuratus Dall, 1918
- Plicifusus torquatus (Petrov, 1982)